# Ханов, Сергей Фёдорович
Сергей Фёдорович Ханов (1777—1850) — русский медик, военный врач, доктор медицины и хирургии, постоянный член военно-медицинского ученого комитета; действительный статский советник.

## Биография
Сергей Ханов родился в Харьковской губернии в 1777 году. Из Белгородской духовной семинарии Ханов в 1799 г. поступил в Санкт-Петербургскую медико-хирургическую академию, в которой в 1803 году окончил курс со степенью кандидата хирургии I отделения и, с производством в лекари, был определён на службу сперва в Тобольский, а в 1804 году в Московский мушкетёрский полк, откуда вскоре переведен в Смоленский мушкетёрский полк .
За успешное лечение больных и раненых в Молдавском госпитале С. Ф. Ханов в 1806 году был произведен в штаб-лекари, в 1811 году назначен доктором 3-й пехотной дивизии, в 1816 году полевым генерал-штаб-доктором 2-й армии: а три года спустя — генерал-штаб-доктором всей действующей в Турции армии В качестве военного врача Ханов находился в сражениях под Аустерлицем, Смоленском, Бородиным, Тарутиным, Малоярославцем, Красным, Дрезденом, Кульмом, Лейпцигом и при взятии Парижа и участвовал почти во всех сражениях Турецкой кампании.
В 1820 году Императорская Санкт-Петербургская медико-хирургическая академия признала его доктором медицины и хирургии.
Пробыв с 1830—1834 г. в отставке, Ханов был назначен генерал-штаб-доктором действовавшей в Царстве Польском армии и в том же 1834 году председателем медицинского комитета в Варшаве и оставался в последней должности до преобразования медицинской части в Привислинском крае в 1838 году.
Назначенный в следующем году членом медицинского совета Министерства внутренних дел Российской империи, а в 1848 году непременным членом военно-медицинского ученого комитета, Сергей Фёдорович Ханов был командирован военным министром для осмотра военных госпиталей, но смерть помешала исполнить возложенное на него поручение.
Ханов оставил один только научный труд: «Руководство к лечению тифоидальной горячки» (Варшава, 1847); прочие его работы имеют чисто служебный характер: «Отчеты о лечении больных в действующей армии за 1836—1837 гг.» («Военно-медицинский журнал», 1839 г., ч. 33), за 1837—1838 гг. («Военно-медицинский журнал», ч. 34) и за 1846—1847 гг. («Военно-медицинский журнал», ч. 51).
За время службы был награждён орденами Святого Станислава 1-й степени (1842), Святого Владимира 3-й (1839) и 4-й (1811) степеней, Святой Анны 2-й степени (1812), а также знаком отличия беспорочной службы.
Сергей Фёдорович Ханов скончался в 1850 году в городе Одессе.